# Nafarelin
Il nafarelin (conosciuto anche con il nome di nafarelina e D-Nal(2)6-LHRH) è un decapeptide di sintesi, analogo dei fattori di rilascio delle gonadotropine naturali (GnRH) e presenta proprietà simili alla gonadorelina. La sostituzione della glicina in posizione 6 della gonadorelina con una D-naftilalanina aumenta l'idrofobia e rallenta la degradazione enzimatica della nafarelina. La nafarelina viene somministrata in dose singola, come spray nasale, e stimola la secrezione delle gonadotropine ipofisarie, LH e FSH, e di conseguenza stimola la secrezione degli ormoni steroidei delle ovaie e dei testicoli.

## Farmacodinamica
In seguito ad una somministrazione quotidiana per un periodo di 3-4 settimane, si osserva una diminuzione della secrezione delle gonadotropine ipofisarie. Questo effetto sarebbe provocato dall'internalizzazione dei recettori per la gonadorelina. La diminuzione di LH e FSH in circolo a sua volta provoca una riduzione della sintesi di molecole steroidee da parte delle gonadi e quindi un'inibizione dell'effetto di queste molecole sui rispettivi tessuti bersaglio. Il blocco dell'asse ipofisi-gonadi risulta essere reversibile dopo l'interruzione del trattamento. Questo fatto è confermato dalla ripresa di una normale ovulazione a distanza di circa 40 giorni dalla sospensione del trattamento.

## Farmacocinetica
Dopo somministrazione intranasale la nafarelina passa velocemente nella circolazione generale e la sua biodisponibilità è compresa tra 1,2% e 5,6%. In seguito alla somministrazione di singole dosi di 200 µg e di 400 µg si raggiungono i picchi di concentrazione plasmatica di 0,62 ng/ml e 1,5 ng/ml in circa 30 minuti. L'emivita della nafarelina è di circa 3 ore.
Il legame della nafarelina con le proteine plasmatiche, principalmente con l'albumina, è compreso tra 78% e 84%. Il GnRH naturale presenta invece un legame del 22-25%.
La nafarelina viene eliminata sia per via renale (50%) che fecale (50%) essenzialmente sotto forma di metaboliti inattivi ottenuti principalmente tramite l'azione di peptidasi. Solo il 2-3% della nafarelina è escreto immodificato nelle urine.

## Usi clinici
Il nafarelin trova applicazione nelle endometriosi genitali ed extragenitali (dal I al IV stadio). Il farmaco è efficace nel ridurre la sintomatologia dolorosa, le dimensioni dell'utero e il numero delle lesioni dell'endometrio. L'esperienza clinica relativa al trattamento delle endometriosi è limitata a donne con più di 18 anni. La durata del trattamento non deve superare i 6 mesi e non è perciò consigliato intraprendere una seconda cura con nafarelina o altri analoghi del GnRH.
La nafarelina viene anche impiegata nella terapia dell'ipertrofia prostatica benigna per il suo effetto sull'epitelio ghiandolare al quale consegue una riduzione del volume prostatico. Viene inoltre utilizzata sia nella pubertà precoce che come contraccettivo in quanto inibisce l'ovulazione.
Nei fibromi e nei leiomiomi il farmaco riduce il volume della massa tumorale. Tuttavia, il suo impiego in queste patologie può essere controindicato in quanto può provocare la trasformazione di un tumore benigno in maligno.

## Dosi terapeutiche
La nafarelina è disponibile in commercio nella formulazione spray nasale.

Il trattamento delle endometriosi deve iniziare entro i primi 5 giorni del ciclo mestruale. La dose abituale è di 200 µg 2 volte al giorno per via intranasale: il paziente deve avere l'accortezza di alternare le narici. Per certe pazienti la dose giornaliera di 400 µg può risultare insufficiente per l'induzione dell'amenorrea. In questo caso la dose può essere raddoppiata (200 µg in entrambe le narici, 2 volte al giorno). In ogni caso è importante rispettare la doppia somministrazione quotidiana.

Come anticoncezionale vengono somministrati 125 o 250 µg di nafarelina al giorno.

Nel trattamento dei fibromi la dose è di 800 µg al giorno. In caso di ipertrofia prostatica la dose prevista è di 400 µg al giorno. La durata massima dei vari trattamenti è di 6 mesi in quanto la nafarelina può provocare osteoporosi.

## Effetti collaterali ed indesiderati
La nafarelina può causare vampate di calore, cefalea, modificazione della libido, secchezza vaginale, instabilità emozionale, mialgie, riduzione del volume mammario ed alterazioni a carico dell'osso: dopo 6 mesi di trattamento sono osservabili notevoli riduzioni della densità ossea. Il ripristino dell'osso normalmente avviene con l'interruzione della terapia.

A causa della via di somministrazione, il farmaco provoca irritazione della mucosa nasale, che talvolta può eveolvere verso forme di sinusite. Sono stati riscontrati casi di ipersensibilità immediata probabilmente legati alla nafarelina.

## Controindicazioni
La nafarelina è controindicata in casi di ipersensibilità al GnRH e ai suoi analoghi o a uno dei costituenti.
A causa dell'effetto abortivo della nafarelina, prima di intraprendere una terapia è importante assicurarsi che la paziente non sia gravida. Il farmaco non deve essere assunto in caso di allattamento poiché non vi sono dati riguardanti l'escrezione della nafarelina nel latte materno ed eventuali effetti sul bambino allattato.
Le riniti non sembrano modificare significativamente l'assorbimento nasale della nafarelina, mentre i decongestionanti della mucosa nasale, utilizzati 30 minuti prima della somministrazione, hanno tendenza a diminuirne l'assorbimento.
Se durante il trattamento si rendesse necessario l'uso di decongestionanti nasali, si raccomanda di somministrarli almeno 30 minuti dopo la nafarelina.